# Premi Kinema Junpo a la millor pel·lícula de l'any
Els Premis Kinema Junpo a la millor pel·lícula de l'any els atorga Kinema Junpo com a part dels seus Premis Kinema Junpo anuals per a pel·lícules japoneses. El premi es va donar per primera vegada l'any 1927. Aquí teniu una llista dels guanyadors.

## Guanyadors
| Any  | Pel·lícula (s)                                          | Títol japonès                     | Director            |
| ---- | ------------------------------------------------------- | --------------------------------- | ------------------- |
| 1927 | Ashi ni sawatta onna                                    | 足にさはった女                    | Yutaka Abe          |
| 1928 | Chūji tabi nikki                                        | 忠次旅日記                        | Daisuke Itō         |
| 1929 | Jobless Samurai                                         | 旋風児                            | Masahiro Makino     |
| 1930 | Beheading Place                                         | 明烏夢泡雪                        | Masahiro Makino     |
| 1931 | What Made Her Do It?                                    | 何が彼女をそうさせたか            | Shigeyoshi Suzuki   |
| 1932 | The Neighbor's Wife and Mine                            | マダムと女房                      | Heinosuke Gosho     |
| 1933 | Otona no miru ehon - Umarete wa mita keredo             | 大人の見る絵本 生れてはみたけれど | Yasujirō Ozu        |
| 1934 | Dekigokoro                                              | 出来ごころ                        | Yasujirō Ozu        |
| 1935 | Ukikusa monogatari                                      | 浮草物語                          | Yasujirō Ozu        |
| 1936 | Wife! Be Like a Rose!                                   | 妻よ薔薇のやうに                  | Mikio Naruse        |
| 1937 | Gion no kyōdai                                          | 祇園の姉妹                        | Kenji Mizoguchi     |
| 1938 | Kagirinaki Zenshin                                      | 限りなき前進                      | Tomu Uchida         |
| 1939 | Five Scouts                                             | 五人の斥候兵                      | Tomotaka Tasaka     |
| 1940 | Tsuchi                                                  | 土                                | Tomu Uchida         |
| 1941 | Kojima no haru                                          | 小島の春                          | Shirō Toyoda        |
| 1942 | Toda-ke no kyōdai                                       | 戸田家の兄妹                      | Yasujirō Ozu        |
| 1943 | Hawai Mare oki kaisen                                   | ハワイ・マレー沖海戦              | Kajirō Yamamoto     |
| 1947 | Morning for the Osone Family                            | 大曾根家の朝                      | Keisuke Kinoshita   |
| 1948 | Anjō-ke no butōkai                                      | 安城家の舞踏会                    | Kōzaburō Yoshimura  |
| 1949 | Yoidore Tenshi                                          | 酔いどれ天使                      | Akira Kurosawa      |
| 1950 | Banshun                                                 | 晩春                              | Yasujirō Ozu        |
| 1951 | Mata au hi made                                         | また逢う日まで                    | Tadashi Imai        |
| 1952 | Bakushū                                                 | 麦秋                              | Yasujirō Ozu        |
| 1953 | Ikiru                                                   | 生きる                            | Akira Kurosawa      |
| 1954 | Nigorie                                                 | にごりえ                          | Tadashi Imai        |
| 1955 | Nijūshi no hitomi                                       | 二十四の瞳                        | Keisuke Kinoshita   |
| 1956 | Ukigumo                                                 | 浮雲                              | Mikio Naruse        |
| 1957 | Mahiru no ankoku                                        | 真昼の暗黒                        | Tadashi Imai        |
| 1958 | The Rice People                                         | 米                                | Tadashi Imai        |
| 1959 | Narayama-bushi Kō                                       | 楢山節考                          | Keisuke Kinoshita   |
| 1960 | Kiku to Isamu                                           | キクとイサム                      | Tadashi Imai        |
| 1961 | Otōto                                                   | おとうと                          | Kon Ichikawa        |
| 1962 | Furyō shōnen                                            | 不良少年                          | Susumu Hani         |
| 1963 | Being Two Isn't Easy                                    | 私は二歳                          | Kon Ichikawa        |
| 1964 | Nippon konchūki                                         | にっぽん昆虫記                    | Shohei Imamura      |
| 1965 | Suna no Onna                                            | 砂の女                            | Hiroshi Teshigahara |
| 1966 | Barba-roja                                              | 赤ひげ                            | Akira Kurosawa      |
| 1967 | Shiroi Kyotō                                            | 白い巨塔                          | Satsuo Yamamoto     |
| 1968 | Jōi-uchi: Hairyō tsuma shimatsu                         | 上意討ち 拝領妻始末               | Masaki Kobayashi    |
| 1969 | The Profound Desire of the Gods                         | 神々の深き欲望                    | Shōhei Imamura      |
| 1970 | Double Suicide                                          | 心中天網島                        | Masahiro Shinoda    |
| 1971 | Where Spring Comes Late                                 | 家族                              | Yoji Yamada         |
| 1972 | Gishiki                                                 | 儀式                              | Nagisa Oshima       |
| 1973 | Shinobu Kawa                                            | 忍ぶ川                            | Kei Kumai           |
| 1974 | Tsugaru Folk Song                                       | 津軽じょんがら節                  | Kōichi Saitō        |
| 1975 | Sandakan No. 8                                          | サンダカン八番娼館 望郷           | Kei Kumai           |
| 1976 | Kenji Mizoguchi: The Life of a Film Director            | ある映画監督の生涯 溝口健二の記録 | Kaneto Shindo       |
| 1977 | The Youth Killer                                        | 青春の殺人者                      | Kazuhiko Hasegawa   |
| 1978 | Shiawase no kiiroi hankachi                             | 幸福の黄色いハンカチ              | Yoji Yamada         |
| 1979 | Third Base                                              | サード                            | Yōichi Higashi      |
| 1980 | Fukushū Suru wa Ware ni Ari                             | 復讐するは我にあり                | Shōhei Imamura      |
| 1981 | Tsigoineruwaizen                                        | ツィゴイネルワイゼン              | Seijun Suzuki       |
| 1982 | Doro no kawa                                            | 泥の河                            | Kōhei Oguri         |
| 1983 | Kamata koshin-kyoku                                     | 蒲田行進曲                        | Kinji Fukasaku      |
| 1984 | The Family Game                                         | 家族ゲーム                        | Yoshimitsu Morita   |
| 1985 | The Funeral                                             | お葬式                            | Juzo Itami          |
| 1986 | And Then                                                | それから                          | Yoshimitsu Morita   |
| 1987 | The Sea and Poison                                      | 海と毒薬                          | Kei Kumai           |
| 1988 | A Taxing Woman                                          | マルサの女                        | Juzo Itami          |
| 1989 | My Neighbor Totoro                                      | となりのトトロ                    | Hayao Miyazaki      |
| 1990 | Black Rain                                              | 黒い雨                            | Shohei Imamura      |
| 1991 | The Cherry Orchard                                      | 櫻の園                            | Shun Nakahara       |
| 1992 | My Sons                                                 | 息子                              | Yōji Yamada         |
| 1993 | Sumo Do, Sumo Don't                                     | シコふんじゃった。                | Masayuki Suo        |
| 1994 | All Under the Moon                                      | 月はどっちに出ている              | Yōichi Sai          |
| 1995 | A Dedicated Life                                        | 全身小説家                        | Kazuo Hara          |
| 1996 | A Last Note                                             | 午後の遺言状                      | Kaneto Shindo       |
| 1997 | Shall We Dance?                                         | Shall we ダンス?                  | Masayuki Suo        |
| 1998 | The Eel                                                 | うなぎ                            | Shohei Imamura      |
| 1999 | Hana-bi                                                 | はなび                            | Takeshi Kitano      |
| 2000 | Wait and See                                            | あ、春                            | Shinji Sōmai        |
| 2001 | Face                                                    | 顔                                | Junji Sakamoto      |
| 2002 | Go                                                      | ゴー                              | Isao Yukisada       |
| 2003 | The Twilight Samurai                                    | たそがれ清兵衛                    | Yōji Yamada         |
| 2004 | A Boy's Summer in 1945                                  | 美しい夏キリシマ                  | Kazuo Kuroki        |
| 2005 | Dare mo Shiranai                                        | 誰も知らない                      | Hirokazu Koreeda    |
| 2006 | Break Through!                                          | 박치기,パッチギ!                  | Kazuyuki Izutsu     |
| 2007 | Hula Girls                                              | フラガール                        | Lee Sang-il         |
| 2008 | I Just Didn't Do It                                     | それでもボクはやってない          | Masayuki Suo        |
| 2009 | Departures                                              | おくりびと                        | Yōjirō Takita       |
| 2010 | Dear Doctor                                             | ディア・ドクター                  | Miwa Nishikawa      |
| 2011 | Akunin                                                  | 悪人                              | Lee Sang-il         |
| 2012 | Ichimai no hagaki                                       | 一枚のハガキ                      | Kaneto Shindo       |
| 2013 | Our Homeland                                            | かぞくのくに                      | Yang Yong-hi        |
| 2014 | Pekorosu no Haha ni Ai ni Iku                           | ペコロスの母に会いに行く          | Azuma Morisaki      |
| 2015 | The Light Shines Only There                             | そこのみにて光輝く                | Mipo O              |
| 2016 | Three Stories of Love                                   | 恋人たち                          | Ryōsuke Hashiguchi  |
| 2017 | Kono Sekai no Katasumi ni                               | この世界の片隅に                  | Sunao Katabuchi     |
| 2018 | The Tokyo Night Sky Is Always the Densest Shade of Blue | 夜空はいつでも最高密度の青色だ    | Yuya Ishii          |
| 2019 | Un assumpte de família                                  | 万引き家族                        | Hirokazu Koreeda    |
| 2020 | Kakô no Futari                                          | 火口のふたり                      | Haruhiko Arai       |
| 2021 | Supai no tsuma                                          | スパイの妻                        | Kiyoshi Kurosawa    |